# Carlos Muñoz Martínez
Carlos Antonio Muñóz (Machala, 13 november 1964 – 26 december 1993) was een profvoetballer uit Ecuador, die speelde als aanvaller gedurende zijn carrière. Zijn bijnaam luidde El Frentón. Hij overleed op 29-jarige leeftijd aan de gevolgen van een auto-ongeluk.

## Clubcarrière
Muñóz speelde voor CD Filanbanco en Barcelona SC uit Guayaquil. Met die laatste club won hij in 1991 de Ecuadoraanse landstitel. Vier dagen voor zijn dood scoorde hij drie keer in de tweede play-offwedstrijd tegen Club Deportivo El Nacional (3-1), waardoor Barcelona zich net als kampioen Club Sport Emelec plaatste voor de strijd om de Copa Libertadores 1994.

## Interlandcarrière
Muñóz speelde 35 interlands voor Ecuador, en scoorde vier keer voor de nationale ploeg in de periode 1989-1993. Hij maakte zijn debuut op 15 maart 1989 in de vriendschappelijke uitwedstrijd tegen Brazilië (1-0 nederlaag) in Cuiabá, net als Jimmy Montanero en Julio César Rosero. Muñóz nam met Ecuador deel aan drie opeenvolgende edities van de strijd om de Copa América (1989, 1991 en 1993).
| Interlanddoelpunten van Carlos Muñóz | Interlanddoelpunten van Carlos Muñóz | Interlanddoelpunten van Carlos Muñóz | Interlanddoelpunten van Carlos Muñóz | Interlanddoelpunten van Carlos Muñóz | Interlanddoelpunten van Carlos Muñóz | Interlanddoelpunten van Carlos Muñóz | Interlanddoelpunten van Carlos Muñóz |
| №                                    | Datum                                | Plaats                               | Wedstrijd                            | Goal(s)                              | Score                                | Uitslag                              | Competitie                           |
| ------------------------------------ | ------------------------------------ | ------------------------------------ | ------------------------------------ | ------------------------------------ | ------------------------------------ | ------------------------------------ | ------------------------------------ |
| 1                                    | 25 juni 1991                         | Guayaquil, Ecuador                   | Ecuador – Peru                       | Goal                                 | ? – ?                                | 2 – 2                                | Oefenduel                            |
| 2                                    | 15 juli 1991                         | Viña del Mar, Chili                  | Brazilië – Ecuador                   | 12'                                  | 1 – 1                                | 3 – 1                                | Copa América                         |
| 3                                    | 15 juni 1993                         | Quito, Ecuador                       | Ecuador – Venezuela                  | 21'                                  | 1 – 0                                | 6 – 1                                | Copa América                         |
| 4                                    | 8 augustus 1993                      | Quito, Ecuador                       | Ecuador – Venezuela                  | 23'                                  | 1 – 0                                | 5 – 0                                | WK-kwalificatie                      |

## Erelijst
Barcelona SC
- Campeonato Ecuatoriano

1991
- Topscorer Campeonato Ecuatoriano

1992 (19 goals)